# Call of Duty 2
Call of Duty 2 ([kɔːl əv ˈdjuːti tuː], рус. «Зов Долга 2») — компьютерная игра в жанре шутер от первого лица, вторая игра в серии Call of Duty. Была разработана компанией Infinity Ward, в содействии с Pi Studios, и выпущена компанией Activision 25 октября 2005 года для ПК и 22 ноября 2005 года для консоли Xbox 360. Сюжет игры основан на событиях Второй мировой войны и состоит из трёх кампаний, где игроку даётся возможность быть солдатом советской, британской и американской армий.
Call of Duty 2 стала очень популярной игрой во время запуска Xbox 360, продавшись тиражом более, чем 250 тысяч экземпляров за первую неделю.

## Игровой процесс

«Полигон» для обучения новобранцев Красной Армии

Как и в первой части серии, игрок выступает в роли одного из бойцов советской, американской и британской армий, ведущих боевые действия против немецких войск.
Важным отличием от первой части является отсутствие шкалы здоровья. Теперь нельзя точно сказать, насколько здоров игрок. Но при нанесении достаточно сильного урона экран краснеет, игрок начинает тяжело дышать, тем самым давая понять, что он ранен. При этом аптечки были убраны из игры — теперь игрок самостоятельно восстанавливается от ранений с течением времени.
В игре представлен широкий ассортимент оружия, однако за раз игрок может носить с собой только 2 вида (не считая осколочных и дымовых гранат по 4 штуки). Оружие и осколочные гранаты можно подбирать непосредственно с убитых врагов и союзников. Также в некоторых миссиях оружие (в частности особое — гранатомёты, снайперские винтовки, дымовые гранаты) можно найти в бункерах, зданиях, либо прямо на улице. Помимо переносимого оружия в бою можно использовать стационарные пулемёты (Браунинг M1919 и MG-42), зенитные и артиллерийские орудия. Также в распоряжении игрока имеется бинокль, который в одной из миссий понадобится для наведения артиллерийского огня. В отдельных миссиях потребуется использование магнитных мин и взрывчатки для обезвреживания вражеской бронетехники, уничтожения артиллерии и подрыва дверей бункеров.
Представленные задания разнообразны: захват зданий, удержание обороны, уничтожение артиллерии и бронетехники. Также представлены миссии, в которых игрок берёт на себя роль командира танка. Однако главная цель абсолютно всех миссий — выжить самому, поскольку провалить миссию можно лишь умерев (если не учитывать провал в случае намеренного убийства союзника или пленного). Все ключевые персонажи (например, командиры отрядов) в принципе бессмертны (если их смерть не является частью сюжета, либо не спровоцирована самим игроком), а второстепенные солдаты, играющие роль массовки, в большинстве миссий «генерируются» заново после смерти.
В Call of Duty 2 игрок не выполняет роль рэмбо-одиночки — чаще всего его поддерживают несколько союзных солдат. Однако большинство убийств, конечно же, придётся на его долю. Все миссии построены на скриптах — большинство ключевых событий не происходят до тех пор, пока игрок не предпримет какое-либо действие (чаще всего — побежит вперёд, начав атаку). При этом в большинстве миссий солдаты противника будут появляться снова и снова до тех пор, пока не будет запущена следующая стадия скрипта. Поэтому тактика отсиживания в укромном месте или отстрела издалека нацистов из снайперской винтовки в большинстве случаев будет бесполезна — патроны не бесконечны, в отличие от солдат противника.

## Кампании
Всего в игре представлено 3 кампании (советская, британская и американская), охватывающие периоды войны с 1941 по 1945 год. Каждая кампания разделена на эпизоды, а каждый эпизод — на миссии. В сумме всего 10 эпизодов, 27 миссий (включая обучающую).
Сюжет игры во многом перекликается с фактическим ходом Второй мировой войны. Так, например, в действительности имело место уничтожение британской автоколонны, идущей на Кан, немецким танком Тигр (см. Нормандская операция), отмеченное в записках сержанта Джона Дэвиса перед миссией «Коробочка».
Миссия по захвату Рейхстага в Берлине, который ознаменовал окончание войны, в игре отсутствует (штурм Рейхстага отражён в первой части Call of Duty). Вместо этого показывается документальный чёрно-белый видеоролик, в котором рассказывается о заключительных сражениях Второй мировой войны. В нём сообщается, что Красная Армия входит в Берлин и захватывает Рейхстаг; в жесточайшей схватке, которая длится почти три недели, погибает более полумиллиона солдат и мирных жителей.

## Многопользовательская игра
Основными условиями победы в многопользовательском режиме является достижение максимального или большего количества очков командой или игроком (в режиме перестрелки) по истечении времени раунда. Дополнительные условия победы оговорены отдельно. Очки начисляются за убийства игроков вражеской команды (по 1 очку за 1 убийство), возврат флага на базу до его захвата вражеской командой (2 очка игроку), захват вражеского флага (10 очков игроку), уничтожение вражеского штаба (10 очков команде), удержание собственного штаба (1 очко команде в 1 секунду); за самоубийства и убийства игроков дружественной команды снимается по 1 очку.

## Отзывы
| Сводный рейтинг       | Сводный рейтинг | Сводный рейтинг |
| Издание               | Оценка          | Оценка          |
| Издание               | PC              | Xbox 360        |
| --------------------- | --------------- | --------------- |
| GameRankings          | 87,57 %         | 89,78 %         |
| Metacritic            | 86/100          | 89/100          |
| Иноязычные издания    |                 |                 |
| Издание               | Оценка          | Оценка          |
| Издание               | PC              | Xbox 360        |
| Game Informer         | N/A             | 9,75/10         |
| GamePro               | [ 9 ]           | N/A             |
| GameSpot              | 8,8/10          | 8,8/10          |
| GameSpy               | 70 %            | N/A             |
| IGN                   | 8,5/10          | 9,0/10          |
| OXM                   | N/A             | 9,0/10          |
| X-Play                | N/A             | [ 16 ]          |
| Русскоязычные издания |                 |                 |
| Издание               | Оценка          | Оценка          |
| Издание               | PC              | Xbox 360        |
| Absolute Games        | 70 %            | N/A             |
| «Игромания»           | 9,0/10          | N/A             |

Call of Duty 2 получила множество положительных рецензий. Тем не менее многие рецензии имели немного критики. В основном, критике подверглась новая система здоровья, которая позволяет игроку восстанавливать его, переждав некоторое время в укрытии — по мнению рецензентов это сделало игру менее реалистичной. Другие считают, что ремейки оригинальных карт были интересны, но в игре могло было быть больше новых карт. По поводу Windows-версии было много критики о низкой производительности игры.
Call of Duty 2 стал самой популярной игрой при запуске Xbox 360, продавшись тиражом в 250,000 копий за первую неделю. На июль 2006 было продано уже 1.4 миллиона копий для Xbox 360.